# Янагимати, Рюдзо
Рюдзо Янагимати (яп. 柳町 隆造, 27 августа 1928, Эбецу, Япония — 27 сентября 2023) — учёный японского происхождения, проживающий в США. Внёс большой вклад в изучение оплодотворения млекопитающих, а также был пионером в области клонирования. В соответствии с этим он содействовал созданию таких технологий оплодотворения, как экстракорпоральное оплодотворение и прямая инъекция сперматозоида в яйцеклетку (обычно называемая интрацитоплазматической инъекцией сперматозоида или ИКСИ), которые сегодня широко используются в клиниках по лечению бесплодия у людей во всём мире. В 1997 году его лаборатория в Гавайском университете в Маноа успешно клонировала мышей по Методике Гонолулу.

## Биография
Янагимати родился в Эбецу, вырос в Саппоро. В 1952 году получил степень бакалавра зоологии, а в 1960 году — степень доктора наук по эмбриологии животных в Университете Хоккайдо. Не найдя поначалу места для научной работы, он в течение двух лет работал учителем в средней школе. Янагимати подал заявку на постдокторантуру к доктору М. К. Чангу из Вустерского фонда биомедицинских исследований в Шрусбери, штат Массачусетс. Он получил эту должность и там открыл способ оплодотворения яйцеклеток хомяков «in vitro». Эта работа привела к оплодотворению in vitro яйцеклеток человека и других видов млекопитающих. В 1964 году вернулся в Университет Хоккайдо в качестве временного преподавателя с возможностью последующего назначения на должность ассистента профессора. Однако в итоге должность получил другой человек.
В 1966 году Янагимати поступил в Гавайский университет на должность ассистента профессора и стал полным профессором кафедры анатомии и репродуктивной биологии в Медицинской школе Джона А. Бёрнса. Проработав 38 лет в Гавайском университете, в конце 2005 года вышел на пенсию и стал эмерит-профессором, но продолжает работать с младшими стипендиатами. Он женат на Хироко, бывшем детском психологе. Когда они приехали в США, она не смогла найти работу по специальности из-за языкового барьера, поэтому перешла работать к исследователям в его лабораторию в качестве электронного микроскописта.

### Клонирование
В июле 1998 года группа Янагимати опубликовала в журнале Nature работу по клонированию мышей из взрослых клеток. Янагимати назвал созданную ими для этого новую технику клонирования «техникой Гонолулу». Первая родившаяся мышь была названа Cumulina — в честь клеток кумулюса, ядра которых были использованы для её клонирования. К моменту публикации этой работы по данной методике было получено более пятидесяти мышей в трёх поколениях. Эта работа была выполнена международным коллективом учёных, среди которых были соавторы Тэрухико Вакаяма, Тони Перри, Маурицио Зуккотти и К. Р. Джонсон..
Лаборатория Янагимати переехала со склада, где она находилась более тридцати лет, в только что созданный Институт исследований биогенеза в Башне биомедицинских наук Медицинской школы Джона А. Бёрнса. Деньги и известность, открывшиеся благодаря статье в Nature, сделали возможным создание этого института.
Лаборатория Янагимати и его бывших сотрудников продолжала добиваться успехов в клонировании. В 1999 году было объявлено о клонировании первого животного мужского пола из клеток взрослого организма. В 2004 году лаборатория участвовала в клонировании бесплодного самца мыши. Это достижение может быть использовано для получения большого количества бесплодных животных для использования в исследованиях бесплодия человека.
Мыши, клонированные по гонолульской методике, были выставлены в Музее Бишопа в Гонолулу и в Музее науки и промышленности в Чикаго.

### Основные работы
Будучи аспирантом Университета Хоккайдо, Янагимати изучал оплодотворение рыб (сельди) и половую организацию ризоцефалов (паразитических балянусов). У рыб он обнаружил хемотаксическое движение сперматозоидов в микропиле, через которую оплодотворяющий сперматозоид попадает в яйцеклетку, зависящее от кальция. Это было первое открытие хемотаксиса сперматозоидов у позвоночных животных. У ризоцефалов он обнаружил, что взрослые особи не гермафродиты, как считалось ранее, а бисексуальны. Так называемый «семенник» у взрослого животного является вместилищем клеток личиночных самцов. Это открытие произвело революцию в биологических исследованиях ризоцефалов и родственных им животных.
Находясь в Вустерском фонде биомедицинских исследований в качестве постдокторанта доктора М. К. Чанга (1960—1964), он наблюдал и записал весь процесс проникновения сперматозоида через zona pellucida и слияния с собственно яйцеклеткой в живой клетке хомяка, что было сделано впервые среди млекопитающих. Он был одним из немногих, кто начал изучать процесс и механизмы оплодотворения млекопитающих с помощью метода экстракорпорального оплодотворения.
На протяжении всей своей карьеры внёс большой фундаментальный вклад в понимание оплодотворения млекопитающих и в развитие технологий искусственного оплодотворения, таких как экстракорпоральное оплодотворение (ЭКО) и интрацитоплазматическая инъекция сперматозоида (ИКСИ), которые сегодня широко используются в клиниках по лечению бесплодия у людей во всем мире. Его исчерпывающий обзор основ биологии «Оплодотворения млекопитающих», опубликованный в 1994 г., является классическим.
Сам Янагимати считал «клонированных мышей» побочным продуктом изучения оплодотворения и полагал, что получение клонированных животных различных видов инициировало/ускорило исследования по геномному перепрограммированию ядер взрослых соматических (телесных) клеток, а также по получению плюрипотентных стволовых клеток из взрослых клеток для терапевтических целей. В 2005 году вышел на пенсию, но продолжает работать над проблемами естественной и вспомогательной репродукции.
В 2014 году он дал интервью журналу The Prism, который процитировал его слова: «В отличие от людей, природа никогда не лжёт».